# Club de Fútbol Nuevo León
El club Jabatos Nuevo León fue un equipo de fútbol mexicano que jugaba en la Tercera División de México, bajo el registro de Bucaneros de Matamoros. También jugó en la Primera División, así como en ligas inferiores como la Segunda División, la Segunda "A" y la Segunda "B". Tuvo como sede la ciudad de Monterrey, Nuevo León, siendo la segunda franquicia en la Primera División, y tiempo después se mudó al municipio de Cadereyta, Nuevo León. Eran conocidos como Jabatos.

## Historia
En 1957, un grupo integrado por Lauro Leal, César M. Saldaña, Manolo Pando y Ramón Pedroza Langarica, fundó el Club de Fútbol Nuevo León en la ciudad de Monterrey, Nuevo León, el club inmediatamente recibe el apodo de Jabatos. La base de aquel equipo se constituyó sobre el Deportivo Anáhuac, un equipo que recién se había titulado en la antigua Liga del Norte.

La primera directiva queda conformada de la siguiente forma:

Presidente.- Lauro Leal 

Secretario.- César M. Saldaña

Tesorero.- Manuel Pando

Vocales.- Arq. Efraín Farías y Cutberto Ancira

El primer presidente del Club Esmeralda fue Lauro Leal, pero a una semana de su integración lo sucedió Noé Elizondo, mientras que Manolo Pando al mismo tiempo de ser tesorero fue designado entrenador del equipo. El Club Nuevo León debutó en la Segunda División de México en el torneo 1958-59, el 13 de julio de 1958 contra los Reboceros en La Piedad, Michoacán, ganando el encuentro por marcador de 1-0 con gol de Carlos Guerrero.
La primera alineación de los Jabatos fue la siguiente: Miguel "Cabrito" Rodríguez, Muñiz, Camacho, Arizmendi, Oscar de Alba, Ignacio "Nachito" Hernández, Héctor "Píjola" Pequeño, Juan Fidalgo, Carlos Guerrero, Mingo Herrera y Orozco.
Su primera victoria como local en Monterrey, se dio el 20 de julio de 1958, con un marcador de 4-3 sobre el Querétaro con gol a los 50 segundos de Orozco, y el resto de Juan Fidalgo, Carlos Guerrero y Lizazo.
El equipo se mantuvo hasta finales de la temporada 1959-60 con paso firme en la Segunda División, pero fue justo ese año en el que sufre su primer cambio de nombre. En los primeros meses de 1960, los Jabatos dejaron de existir, múltiples problemas económicos provocaron que el club fuera cedido a la UANL y pasaran a Ser de Saltillo para los 2 últimos partidos del torneo, su último juego como Jabatos fue el 6 de marzo de 1960 con derrota de 5-4 ante el Nacional de Guadalajara, juego realizado en la ciudad de Monterrey.
Pasado poco tiempo, el presidente de los Tigres de la UANL, Ernesto Romero Jasso, decidió regresar la franquicia al Club de Fútbol Nuevo León vendiéndosela a Sergio Salinas, fue así que el 21 de septiembre de 1962 se oficializa el cambio de nombre. En ese entonces, los Jabatos eran manejados por personas como Alejandro Belden, Lorenzo Milmo, Sergio Salinas, Sergio Belden, Luis Lauro González y Francisco Barrenechea. El 25 de septiembre del mismo año se hace oficial el cambio y el peruano Augusto Arrasco fue presentado como técnico.
El Club Nuevo León regresa a la Segunda División jugando contra el Pachuca, ganando por marcador de 4-2 en el Estadio Tecnológico, con dos goles de Zulueta y otros de "Chebo" Muñoz y Paco Montes. La alineación en este juego fue la siguiente: Mancillas, Thompson, Bravo, Medina, "Zorro" Vargas, Montes, Chava Vargas, Gallaga, Muñiz, Pequeño y Zulueta.
En el torneo 1963-64 hubo cambio de presidencia en el club, Sergio Salinas tomo las riendas del Deportivo Nuevo León y el equipo empezó a resurgir hasta conquistar el ascenso en la temporada 1965-66. El 25 de diciembre de 1965, el Club Nuevo León logra el título de la Segunda División, en un juego de desempate contra el Tampico-Madero jugado en León, Guanajuato, esto debido a que ambos terminaron con 47 puntos, los Jabatos ganaron por marcador de 2-1 con goles de Hilario Portales y Luis López, mientras que por el Tampico marcó el "Chorejas" Contreras.
La alineación de los Jabatos Campeones fue la siguiente: Enrique Lozano, Alfredo Franco, Cesáreo Mendoza, Amado Navarro, Carlos "Bobo" Rodríguez, Luis López, Francisco Javier Lima, Fernando "Henra" Ramírez], Hilario Portales, Rubén Ceja y Leopoldo Barba; con Augusto Arrasco como técnico.
Ese mismo año, los Jabatos también ganaron el título de Campeón de Campeones de la Segunda División, primero perdieron 1-0 con Pachuca en Monterrey con gol de Benjamín Fal, pero luego triunfaron 3-1 como visitante, con dos anotaciones de Portales y otra de Polo Barba.
Con la victoria conseguida ante el Tampico, el Nuevo León consigue el ascenso automático a la Primera División de México, por lo que a partir de 1966 jugaría en el máximo circuito. Dirigidos por una dupla conformada por Paulino Sánchez y Alberto Etcheverry, quien al mismo tiempo era jugador, los Jabatos de Nuevo León hicieron su presentación en el máximo circuito en la temporada 1966-67, quedando en sexto lugar general.
Los Jabatos del Club Nuevo León quedaron en la historia como el equipo que obtuvo la primera victoria en el Estadio Universitario, y ésta fue sobre la Selección Mexicana. El estadio fue inaugurado el 30 de mayo de 1967 con el juego entre el Monterrey y el Atlético de Madrid, pero este terminó igualado a un gol, después los Jabatos empataron 1-1 con el Sheffield United, fue así que la primera victoria en este estadio se dio hasta el 1 de julio de 1967.
El encuentro resultaba bastante atractivo, pues la Selección Mexicana se presentaba en provincia, el partido comenzó y El Tri se puso adelante a los 44 minutos cuando Javier Bazán lanzó un centro raso que Enrique Borja convirtió en gol. Para el segundo tiempo, los esmeraldas empataron al minuto 74, cuando Javier García Lomelí cobró un tiro de esquina él fue buscado por "El Halcón" Gustavo Peña, de la Selección, y José Álvarez Crespo, pero ninguno logró conectar, logrando llegar a Polo Barba quien se encargó de rematar, anotando en al ángulo superior izquierdo. Pocos minutos después Alberto Etcheverry anotaría el 2-1 colocando el balón por encima de Javier Vargas Rueda.
La alineación del Nuevo León en ese encuentro fue: Álvarez de la Torre, Javier García Lomelí, Alfredo Franco, Guillermo "Tigre" Sepúlveda, Vicente Álvarez, Arturo "Chongas" Herrera (Dámaso Pérez), "Polla" Garza (De la Rosa), Leopoldo Barba, Héctor Hernández (Goldaracena), Alberto Etcheverry y José Álvarez Crespo. Mientras que por la Selección Mexicana alinearon: Gato Vargas, Javier Bazán, Gustavo Peña, Carlos Albert, Mario "Pichojos" Pérez, Alfredo del Águila, Luis Regueiro, Fernando Bustos (Manuel Lapuente), Enrique Borja (Javier Fragoso), Luis "Chino" Estrada y Manuel Cerda Canela.
El 14 de enero de 1968 fue tal vez uno de los días más penosos en la historia del club, ya que recibirían su mayor goleada histórica, esto ante el Guadalajara, perdiendo por un marcador de 10-2.
En esta división jugarían hasta la temporada 1968-69 cuando descienden después de jugar 3 juegos contra el Oro de Guadalajara. Los primeros encuentros terminaron empatados cada uno en su casa. Pero en el Estadio Azteca en el tercer encuentro, el marcador fue de 1-0 a favor del Oro, gol anotado por Bernardino Brambila a pase del brasileño Nicola Gravina. En este tercer partido, Jesús Mendoza, tendría una actuación soberbia pero no pudo impedir la caída de su marco. Irónicamente en la siguiente temporada, firmaría contrato con los Gallos de Jalisco antes el Oro que habían cambiado de dueño y de administración.
Con el propósito de lograr de nuevo el ascenso, el equipo mantuvo casi el mismo plantel el torneo 1969-70 de la Segunda División, sin embargo no lograría éxito alguno. Para la temporada 1970-71 se apostó por jugadores jóvenes formados en las fuerzas básicas del club y el equipo quedó en último lugar de la Segunda División y descendió a la Tercera División de México.
En ese entonces no existía una tercera división formada en el norte de México, por lo que el costo que implicaba tener una franquicia en este lugar era demasiado, debido a esto los Jabatos desaparecieron por segunda ocasión en la temporada 1971-72. Sin embargo, para la temporada 1973-74 se inicia la Tercera División en el norte y con ello el regreso del Club de Fútbol Nuevo León, jugaron en tercera hasta la temporada 1978-79 y desaparecerían por tercera vez.
Para la temporada 1987-88, el Club Nuevo León es revivido por los hermanos Rivero, adquiriendo una franquicia de la segunda "B". Los Jabatos se llevaron la liga y en su primera temporada lograron el título y el ascenso a Segunda "A". En la temporada 1988-89, llegaron a la liguilla de la Segunda "A", pero perderían con los Venados de Yucatán y las esperanzas de ascenso murieron.
Debido a la falta de apoyo de empresarios en Monterrey, los hermanos Rivero deciden vender la franquicia a "Grupo Botanas Leo" que la llevan a Saltillo, Coahuila, y los convierten en los Leones de Saltillo que descendieron a la Segunda "B" en la temporada 1990-91, y con ello llegaron al fin del club de los Jabatos.

## Números totales en Primera división
| JJ | G  | E  | P  | GF  | GC  | Pts | DIF |
| 93 | 26 | 25 | 42 | 113 | 139 | 77  | -26 |

- JJ - Juegos Jugados
- G - Ganados
- E - Empatados
- P - Perdidos
- GF - Goles a Favor
- GC - Goles en Contra
- Pts - Puntos
- DIF - Diferencia de Goles

## Palmarés

### Torneos Nacionales
- Segunda División de México (1): 1965-1966
- Segunda "B" (1): 1987-1988